# Мерилаас, Керсти
Ке́рсти Ме́рилаас (эст. Kersti Merilaas; настоящее имя Керсти Санг; 24 ноября (7 декабря) 1913, Нарва — 8 марта 1986, Таллин) — эстонская поэтесса и переводчица. Кроме того, она писала стихи и прозу для детей, а также пьесы. Заслуженный писатель Эстонской ССР (1980).

## Жизнь и творчество
Керсти Мерилаас (урождённая Евгения Моорберг) родилась в Нарве в семье рабочего незадолго до начала Первой мировой войны. Она провела своё раннее детство в Санкт-Петербурге с матерью Анной Моорберг и сестрой. Семья вернулась в Эстонию в 1917 году после русской революции. С 1921 по 1927 год Керсти училась в школе в селе Кильтси, затем продолжила своё обучение в Вяйке-Маарья и Раквере в уезде Ляэне-Вирумаа. В 1932 году она окончила школу в городе Тапа. Из-за экономического кризиса, она была вынуждена работать служанкой, нянькой и официанткой. В 1935 устроилась практиканткой в Вирумааское уездное управление, там она проработала один год.
В 1936 году она вышла замуж за эстонского писателя и переводчика Аугуста Санга (1914—1969), а в 1950 году у пары родился сын Йоэл Санг.
С 1936 года она жила в Тарту, где работала библиотекарем. В 1941 году работала секретарём и делопроизводителем профсоюза работников просвещения и искусств.
В 1935 году состоялся литературный дебют Керсти Мерилаас, когда её стихотворение было опубликовано в журнале «Looming». В 1937 году вышел её первый сборник стихов «Maantee tuuled» («Ветры на дороге»), который был одобрительно встречен критиками. Он содержал любовную и пейзажную лирику, а также осуждение насилия. В 1938 году она стала членом влиятельной группы эстонских поэтов Арбуяд. Также в 1938 году она присоединилась к Союзу писателей Эстонии.
После присоединении Эстонии к СССР работы Керсти Мерилаас стали рассматриваться советскими властями как пропаганда «буржуазного национализма». В 1950 году Мерилаас была вынуждена уйти из Союза писателей Эстонии. После этого ей было разрешено продолжать писать только книги для детей. В 1960 году, после начала «хрущёвской оттепели», Мерилаас вновь было разрешено писать взрослую литературу.
В 1962 году вышел сборник её стихов «Береговая ласточка», а в 1966 году — сборник «Весенние пастбища». Книга избранной любовной лирики «Лунники» вышла в 1969 году. Послевоенная поэзия Керсти Мерилаас отличается широтой тем, богатством эмоций и разнообразием форм.
Лауреат Литературной премии Эстонской ССР имени Юхана Смуула (1974).
Помимо поэзии и прозы, Керсти Мерилаас написала либретто для трёх опер эстонского композитора Густава Эрнесакса и перевела с немецкого на эстонский произведения Бертольда Брехта, Георга Кристофа Лихтенберга и Иоганна Вольфганга фон Гёте.
Керсти Мерилаас умерла в Таллине в 1986 году в возрасте 72 лет. Похоронена вместе с мужем в Пярну на кладбище Вана-Пярну.